# Serour Mediouni
Serour Mediouni, née le 12 avril 1991 à Hussein Dey, est une gymnaste aérobic algérienne.

## Carrière
Elle obtient la médaille d'argent en trio mixte aux Jeux africains de 2015. Elle est médaillée d'argent en trio mixte aux Championnats d'Afrique de gymnastique aérobic 2016 à Alger.
Aux Championnats d'Afrique de gymnastique aérobic 2018 à Brazzaville, elle obtient la médaille d'or par équipes et en trio mixte et la médaille d'argent en solo.